# Андабеков, Сейитказы
Сейитказы Андабеков (18 сентября 1925, Пишпекский уезд, Киргизская автономная область — 23 декабря 2015, Нарын) — советский и киргизский актёр; артист Нарынского областного драматического театра; Народный артист Киргизской ССР.

## Биография
Сейитказы Андабеков родился 18 сентября 1925 в cеле Кара-Коюн (ныне — Ат-Башинского района Нарынской области).
Окончил среднюю школу Ак-Жар и Кызыл-Туу. Осенью 1942 г. был отправлен на военное обучение в Ташкент, а потом и на фронт. Участник Великой Отечественной войны. В 1944 г. воевал на Карельском фронте, на 2-м Украинском фронте, на 3-м Украинском фронте. В 1944 г. был награжден медалью «За отвагу».
В 1946—1949 и 1961—1998 гг. — актер Нарынского областного драматического театра. В 1949—1960 гг. — актер Иссык-Кульского музыкально-драматического театра.
С 1948 года был женат на народной артистке Киргизской Республики Койсун Карасартовой. У них родились 4 сына и 3 дочери.

## Театральные работы
- Бобчинский — «Ревизор», Н. Гоголь
- «Король Лир», Шекспир
- Ходжа Насреддин — «Ходжа Насреддин», В. Соловьёв
- Мамалак — «Курман-бек», К. Жантешев
- «Оптимистическая трагедия», Вс. Вишневский
- Чыныбай — «Ашырбай», Т. Абдумамонов

## Награды и звания
- Народный артист Киргизской ССР (1984)
- орден «Манас» 3-й степени (2005)[1]
- медали, в том числе:
  - «За отвагу» (1944)
  - «В ознаменование 100-летия со дня рождения Владимира Ильича Ленина» (1977).